# Vita di Michelangelo
Vita di Michelangelo è una miniserie televisiva prodotta dalla Rai e trasmesso in tre puntate sull'allora Programma Nazionale nell'arco di una settimana dal 13 dicembre al 20 dicembre 1964.

## Trasmissione atipica
Diretto da Silverio Blasi e sceneggiato da Romildo Craveri e Diego Fabbri su soggetto di Giorgio Prosperi, era basato sulla vita del pittore italiano Michelangelo Buonarroti, di cui ricorreva il quattrocentesimo anno dalla morte.
La miniserie era di genere atipico, soprattutto in rapporto all'epoca in cui è stata realizzata e - come sottolinea l'Enciclopedia della televisione - si poneva come via di mezzo fra il documentario a scopo divulgativo e lo sceneggiato televisivo puramente inteso.
All'esito positivo del programma - al cui interno venivano riprodotte ricostruzioni sceneggiate e materiali di repertorio riguardanti l'arte di Buonarroti - hanno contribuito la scenografia ideata da Maurizio Mammì - organizzata su una struttura unica capace di diversi adattamenti - e la recitazione del protagonista, Gian Maria Volonté, nei panni dell'artista toscano.
Lo stesso Prosperi ha poi fornito soggetto e sceneggiatura per altre due Vite (il progetto era curato da Angelo Guglielmi): Vita di Dante del 1965 e Vita di Cavour del 1967.

## Altri interpreti
- Carlo D'Angelo: Lorenzo il Magnifico
- Andrea Checchi: Francesco Strozzi
- Umberto Orsini: Tommaso de' Cavalieri
- Fosco Giachetti: Ludovico Buonarroti
- Antonio Battistella: Pier Soderini
- Massimo Foschi: Piero Torrigiani
- Mario Colli: Donato Bramante
- Antonio Crast: Giulio II
- Daniele Tedeschi: Il capitano
- Pier Luigi Zollo: Leonardo da Vinci
- Vittorio Duse: Mario Orsini
- Claudio Camaso: Leonardo nipote
- Gianni Bertoncin: